# Zsírsavak mono- és digliceridjeinek észterei
A zsírsavak mono- és digliceridjeinek észtereit szintetikus úton, glicerin, zsírsav és egyéb szerves savak (ecetsav, tejsav, borkősav, citromsav) felhasználásával állítják elő. Ezek általában növényi eredetűek, de az állati eredet sem zárható ki. Az állati eredetről kizárólag a gyártó adhat felvilágosítást, ugyanis ezek a növényi és állati eredetű zsírsavak kémiailag tökéletesen megegyeznek.

## Fajtái
Az élelmiszerekben a következő zsírsav mono- és diglicerid-észterek fordulhatnak elő:
- E472a zsírsavak mono- és digliceridjeinek ecetsav-észterei
- E472b zsírsavak mono- és digliceridjeinek tejsav-észterei
- E472c zsírsavak mono- és digliceridjeinek citromsav-észterei
- E472d zsírsavak mono- és digliceridjeinek borkősav-észterei
- E472e zsírsavak mono- és digliceridjeinek mono- és diacetil-borkősav észterei
- E472f zsírsavak mono- és digliceridjeinek kevert ecet- és borkősav-észterei

## Élelmiszeripari felhasználásuk
Emulgeálószerként és stabilizálószerkét számos élelmiszerben megtalálhatók, E472 néven.

## Egészségügyi hatások
Napi maximum beviteli mennyiség csak a 472d, a 472e és a 472f esetén van korlátozva. Ez az érték 30 mg/testsúlykg (a bennük található borkősav miatt). A többi vegyületre nincs napi maximum beviteli mennyiség megállapítva.
Mellékhatás nem ismert.